# The Truth: Final Episode
Pour plus de détails, voir Fiche technique et Distribution.
The Truth: Final Episode (法內情, Fa nei qing 2) est un film de procès hongkongais réalisé par Michael Mak (en) et sorti en 1989 à Hong Kong. C'est la suite de The Unwritten Law (1985) et The Truth (1988).
Il subit de mauvaises critiques et totalise 9 011 277 HK$ de recettes au box-office.

## Synopsis
Raymond Lau (Andy Lau) est accusé du meurtre d'un policier malhonnête, les preuves étant accablantes, et est forcé de se défendre seul. La seule personne qui puisse prouver son innocence est sa mère Lau Wai-lan (Deannie Yip), malade et en phase terminale.

## Fiche technique
- Titre original : 法內情大結局
- Titre international : The Truth: Final Episode
- Réalisation : Michael Mak (en)
- Scénario : Stephen Shiu et Johnny Mak
- Production : Johnny Mak
- Société de production : Movie Impact et Johnny Mak Production
- Pays de production :  Hong Kong
- Langue originale : cantonais
- Format : couleur
- Genre : film de procès
- Dates de sortie :
  - Hong Kong : 30 novembre 1989
  - Taïwan : 2 décembre 1989

## Distribution
- Andy Lau : Raymond Lau
- Deannie Yip : Lau Wai-lan
- Paul Chun : le procureur Chun
- Sandra Lang (en)
- Lo Lieh